# Economie van Australië
De economie van Australië is voornamelijk een vrijemarkteconomie, die wordt gedomineerd door de dienstensector. Deze beslaat 68% van het Australische bruto binnenlands product. De landbouw- en de mijnbouwsector (samen 10% van het bbp) zijn samen verantwoordelijk voor 57% van de export van Australië. De valuta van de Australische economie is de Australische dollar. De economie omvat behalve het continent Australië ook Christmaseiland, de Cocoseilanden en Norfolk. De Australian Securities Exchange is de grootste effectenbeurs van Australië.
Daar Australië vroeger een kolonie was van het Verenigd Koninkrijk, hanteerde het land lange tijd het Britse systeem voor geld, maten en gewichten. Tegenwoordig hanteert Australië hiervoor het metrische systeem.

## Overzicht

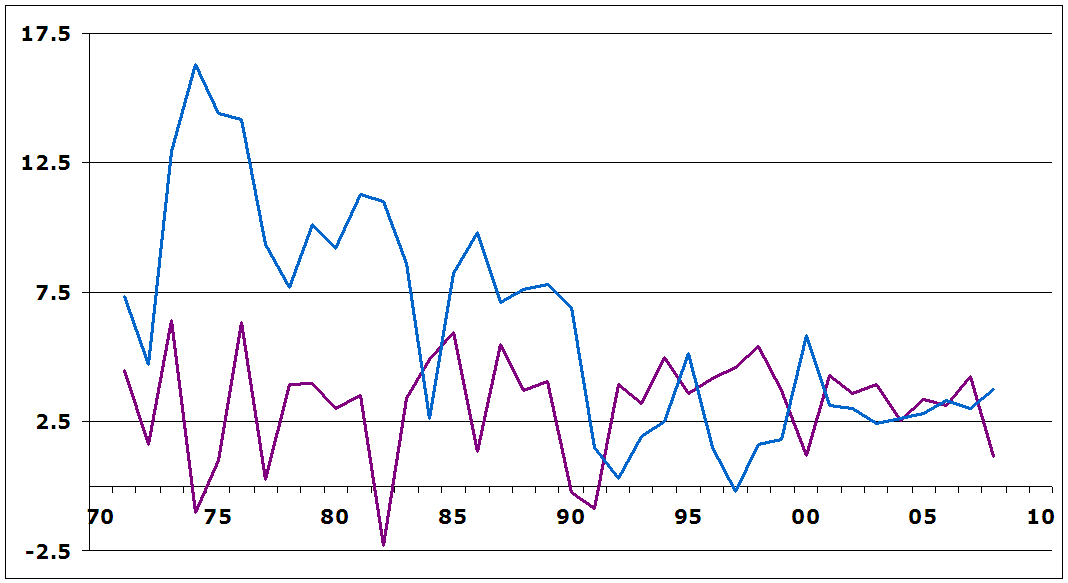
Ontwikkeling van het Australische BNP (rood) en de inflatie (blauw) in de periode 1970-2008.

De Australische economie is, gemeten naar maatstaven voor economische vrijheid, een van de meest laissez-faire kapitalistische economieën ter wereld. Het bruto binnenlands product van Australië is qua koopkrachtpariteit iets hoger dan die van het Verenigd Koninkrijk, Duitsland en Frankrijk. In de Index van de menselijke ontwikkeling van de Verenigde Naties 2006 stond het land op de derde plaats. In 2009 stond het land op de tweede plaats in deze index.
In september 2009 hadden 10,7 miljoen mensen in Australië een baan, en bedroeg de werkloosheidsgraad 5,8%.
Hoewel de landbouw en het winnen van natuurlijke grondstoffen slechts respectievelijk 3 en 5% van het BBP beslaan, zijn ze van groot belang voor de Australische export.
Anderzijds is er sprake van een chronisch tekort op de Australische betalingsbalans, hoge schulden van Australische bedrijven die buiten het land zelf zijn gevestigd en een soms gebrekkige samenwerking tussen de Australische federale staten en de federale Australische overheid.

## Handel

Australische export in 2006

De nadruk van de Australische economie ligt op de handel. Tussen 1992 en 2007 groeide de economie met gemiddeld 3,6% per jaar.
In de tweede helft van de 20e eeuw verplaatste de voornaamste afzetmarkt voor Australische handel zich van Europa en de Verenigde Staten naar Azië. De landen waar Australië het meeste handel mee drijft zijn Japan, de Volksrepubliek China, de Verenigde Staten, Zuid-Korea en Nieuw-Zeeland. De voornaamste exportproducten van Australië zijn tarwe, wol en delfstoffen (zoals goud, ijzererts, lng en steenkool). Heel wat erts verlaat het land langs de twee grootste havens, beiden in het noordwesten gelegen, Port Hedland en Dampier.

## Geschiedenis
De in het nabijgelegen Indonesië gevestigde Vereenigde Oostindische Compagnie had in de 17e eeuw geen belangstelling voor Australië. Pas in 1788 werd de eerste Britse kolonie First Fleet gevestigd in New South Wales. De eerste Britse handelaren verkochten graan, walvisproducten en zeehondenhuiden door aan de Britse Oost-Indische Compagnie. Andere belangrijke aspecten van de Britse handel in Australië waren tot en met het midden van de 19e eeuw waren de export van wol en de invoer van gevangenen die als gevolg van de Amerikaanse Onafhankelijkheidsoorlog niet meer teruggestuurd konden worden naar de Dertien koloniën.
De Australische bevolkingsgroei en de exploitatie van de Australische grond (die volledig ten koste ging van de Aborigines, waarvan het aantal tussen 1788 en 1920 met bijna 90% afnam) maakten de ontwikkeling van een lokale vervoersindustrie mogelijk. Met de ontdekking van goud in 1851 begon een echte goudkoorts, waardoor de Australische bevolking in 10 jaar tijd steeg van 400.000 naar 1.000.000. In 1860 was de Australische bevolking per capita gemeten de rijkste van de wereld. In de jaren 1870 ging bijna de helft van alle Britse investeringen in het buitenland naar Australië en werd de infrastructuur sterk ontwikkeld, met name dankzij de opkomst van de trein. In dezelfde tijd verloor Australië zijn functie als strafkolonie. In de jaren 1890 viel de winst echter tegen, waardoor er rond de eeuwwisseling voor het eerst sprake was van een laagconjunctuur in Australië. In die tijd waren wol en goud de voornaamste exportproducten (in 1900 vormden zij 42 respectievelijk 12% van de totale export).
Aan het begin van de 20e eeuw maakten de ontwikkeling van koelschepen maritieme export van vlees en fruit mogelijk, terwijl er tegelijkertijd resistente graangewassen werden ontwikkeld. De oprichting van het Gemenebest Australië in 1901 zorgde voor een grote homogenisering van het continent. Enkele jaren later (in 1910) werd bovendien de Australische pond ingevoerd. Na deze periode van economische voorspoed volgde in de jaren 1920 echter opnieuw een recessie in Australië, die uiteindelijk uitmondde in de Grote Depressie van de jaren dertig.
In de periode 1945-1970 was weer sprake van economische groei, hetgeen het mogelijk maakte gelijke tred te houden met een bevolkingsaanwas van 80%. Vanaf deze tijd was de belangrijkste handelspartner van Australië de Verenigde Staten. De Australische fabriekssector had zich na afloop van de Tweede Wereldoorlog aanvankelijk snel ontwikkeld, maar als gevolg van het protectionistsische beleid van de Australische regering nam het concurrentievermogen hiervan in de jaren vijftig en zestig snel af. In dezelfde periode kwam echter dankzij de toestroom van buitenlands kapitaal de Australische mijnbouw op gang, waardoor de economische groei slechts minimaal werd afgeremd. In 1974 belandde de Australische economie echter opnieuw in een recessie. De Australian Labor Party van Robert James Lee hawke en Paul John Keating ging als reactie hierop over tot een sterke liberalisering van de economie. Sinds 1983 is de Australische dollar volledig afhankelijk van de Forex, en in het decennium daarna zijn de meeste nationale ondernemingen geprivatiseerd. Tijdens het bewind van de rechtse Liberal Party of Australia in de tweede helft van de jaren negentig werden deze hervormingen verder voortgezet.
Tussen 1990 en 2006 kende de Australische economie binnen de Organisatie voor Economische Samenwerking en Ontwikkeling onafgebroken een van de hoogste economische groeicijfers.

## Natuurlijke hulpbronnen

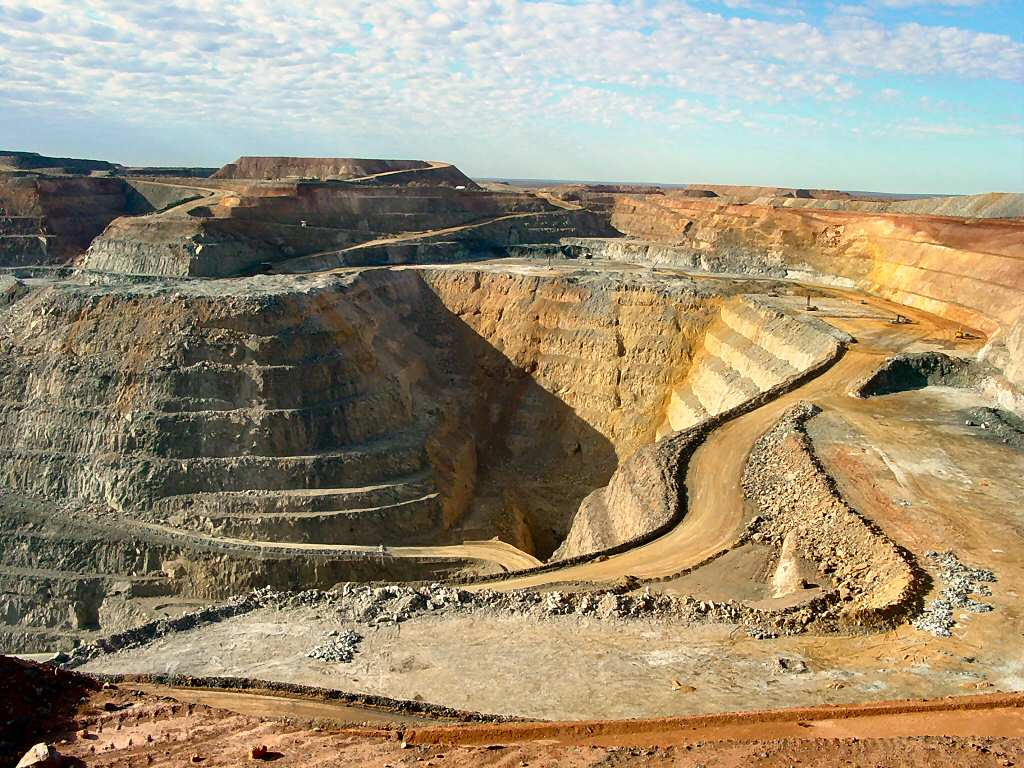
De Super Pit goudmijn nabij Kalgoorlie is de grootste open goudmijn van Australië.

Het land is rijk aan ertsen en het woestijnachtige midden van Australië is nog grotendeels onontgonnen. In de eerste helft van de 20e eeuw was de export van ijzererts zelfs verboden omdat men dacht dat er een gebrek aan was, totdat Lang Hancock tijdens een wandeling door het Hamersleygebergte op een grote ondergrondse hoeveelheid metaal stuitte. In 1960 was er in Australië meer dan 20 miljard ton ijzererts ontgonnen, en aan het eind van de jaren zestig bezat Hancock alleen meer ijzererts dan Canada en de Verenigde Staten samen. Hiermee was Australië een van de belangrijkste producenten ter wereld van ijzer, steenkool en uranium geworden − stoffen waarnaar de vraag sinds 2000 nog veel sterker is toegenomen. Daarnaast beschikt het land over een rijke voorraad cadmium, kobalt en lood. Uitsluitend dankzij de toegenomen export van grondstoffen zijn de handelsvoorwaarden van het land met 30% verbeterd. Zowel de particuliere als de bedrijfsinvesteringen zijn toegenomen om aan de grotere vraag naar grondstoffen te voldoen.
De Australische mijnbouw is over het hele continent verspreid, maar vooral in West-Australië. In de Straat Bass is tussen Victoria en Tasmanië ondergrondse koolwaterstof ontdekt.

### Energie sector
Australië produceerde 366 miljoen ton olie-equivalent (Mtoe) in 2014. (1 Mtoe = 11,63 TWh, miljard kilowattuur.) De energiebronnen waren kolen 78%, olie en gas 20%, duurzame energie 2%. Dat was meer dan nodig voor de energievoorziening, het  TPES (total primary energy supply): 125 Mtoe. Het land exporteerde 236 Mtoe fossiele brandstof meer dan het importeerde.
Van de energie ging ongeveer 50 Mtoe verloren bij conversie, vooral bij elektriciteitsopwekking uit kolen. 5 Mtoe werd gebruikt voor niet-energetische producten zoals smeermiddelen, asphalt en petrochemicaliën. Voor eindgebruikers resteerde 76 Mtoe waarvan 18 Mtoe = 210 TWh elektriciteit.
De uitstoot van kooldioxide was 374 megaton, dat is 16 ton per persoon, veel meer dan het wereldgemiddelde 4,5 ton per persoon.
In de periode 2012-2016 steeg de energieproductie 22% voor de export van meer kolen en gas. Het eindgebruik bleef ongeveer gelijk. Zonne- en windstroom verdubbelde en leverde in 2016 9% van de elektriciteit voor eindgebruikers.

## Infrastructuur
De Australische infrastructuur heeft zich goed ontwikkeld, maar als gevolg van de verstedelijking en de toenemende vergrijzing zijn er echter nog meer nieuwe investeringen nodig, wat moeilijk is als gevolg van de haperende wereldeconomie. Doordat de infrastructuur achterblijft, moeten schepen die grondstoffen exporteren, soms een maand wachten voordat de nieuwe lading er is. Subsidiëring van de landbouw gebeurt vaak nog grotendeels vanuit de grote steden. De laatste jaren is de markt sterk geliberaliseerd. Ook zijn er binnen het kader van nationale hervormingen nieuwe overheidsinvesteringen gedaan in de sectoren energie en vracht. Met name op het gebied van de samenwerking tussen de federale staten en de regering van Australië moet nog een en ander worden verbeterd.

### Wegen en transport
Tijdens de eerste jaren waarin Australië officieel als land bestond, vond de aanleg van wegennetten (het eerste in 1788) en van spoorwegen (de eerste in 1855) aanvankelijk vooral op lokaal niveau plaats; het grootste deel van de spoorwegen werd door kleine plaatselijke ondernemers beheerd. Omdat de verschillende deelstaten nog grotendeels gescheiden waren, beschouwden deze ondernemers zich bovendien als autonoom, waardoor een allesverbindend wegennet nog geenszins een prioriteit was. Als gevolg hiervan waren er ten tijde van de oprichting van de Australische federale staat in 1901 in het hele continent als geheel maar liefst drie spoorwijdten in gebruik. Niettemin werd 16 jaar later de eerste echte spoorlijn, die het continent van Port Augusta tot aan Kalgoorlie doorkruiste, aangelegd. In 1941 werden West- en Zuid-Australië door middel van gewone wegen verbonden. Pas sinds 1982 wordt overal in Australië dezelfde spoorwijdte gebruikt.
De voornaamste havens van Australië bevinden zich in het noordwesten van het land en zijn gericht op de export van ertsen, Port Hedland en Dampier.

### Autofabrieken
Australië telt vier autofabrieken. Het is een relatief kleine markt en de hoge koers van de Australische dollar maakt importmodellen goedkoper en de export van auto's moeilijk. De overheid verstrekt subsidies om de autofabrikanten te helpen, maar dit heeft niet tot het gewenste resultaat geleid. In 2013 werden 200.000 auto’s gemaakt, maar 10 jaar geleden lag dit aantal tweemaal zo hoog. Mitsubishi Motors staakte de productie al in 2008 en in 2013 en 2014 namen drie andere autofabrikanten hetzelfde besluit. Ford was de eerste in mei 2013 en General Motors besloot zes maanden later ook de productie bij Holden te staken. Tegen jaareinde 2017 verliezen bijna 3.000 werknemers bij Holden hun baan waarvan zo’n 1.600 in de staat South Australia en nog eens 1.300 in Victoria. In februari 2014 nam Toyota als laatste ook het besluit zijn Altona autofabriek in 2017 te sluiten. Toyota maakt al sinds 1963 auto’s in het land en zo’n 2.500 werknemers verliezen hun baan. De beslissingen zijn gebaseerd op de aanhoudende sterkte van de Australische dollar, de hoge productiekosten en de kleine afzetmarkt. Dat de lonen van Australische werknemers de op een na hoogste ter wereld zijn, na Duitsland, heeft ook niet geholpen. Na deze aankondigingen gaan ook toeleveranciers de fabrieken sluiten. DENSO heeft besloten de fabriek in Croyden in 2017 te gaan sluiten waarbij 290 werknemers hun baan zullen verliezen.